# La Encantada, San Luis Potosí
La Encantada är en ort i Mexiko.   Den ligger i kommunen Santa Catarina och delstaten San Luis Potosí, i den centrala delen av landet, 230 km norr om huvudstaden Mexico City. La Encantada ligger 400 meter över havet och antalet invånare är 490.
Terrängen runt La Encantada är huvudsakligen kuperad. La Encantada ligger nere i en dal. Runt La Encantada är det ganska glesbefolkat, med 23 invånare per kvadratkilometer. Närmaste större samhälle är San Diego, 9,5 km väster om La Encantada. I omgivningarna runt La Encantada växer huvudsakligen savannskog.